# Макуши (язык)
Макуши́ — язык, на котором говорят в Бразилии (15 тыс.), около 9 тыс. этнических макушей — жителей Гайаны, а также в Венесуэле, где проживают около 600 носителей. В английской терминологии известен также как Makushi, Makusi, Makuxi, Macusi, Macussi, Teweya, Teueia.